# Olbus
Olbus is een geslacht van spinnen uit de familie van de loopspinnen (Corinnidae).

## Soorten
- Olbus eryngiophilus Ramírez, Lopardo & Bonaldo, 2001
- Olbus jaguar Ramírez, Lopardo & Bonaldo, 2001
- Olbus krypto Ramírez, Lopardo & Bonaldo, 2001
- Olbus nahuelbuta Ramírez, Lopardo & Bonaldo, 2001
- Olbus sparassoides (Nicolet, 1849)